# Aconitum milinense
Aconitum milinense är en ranunkelväxtart som beskrevs av Wen Tsai Wang. Aconitum milinense ingår i släktet stormhattar, och familjen ranunkelväxter. Inga underarter finns listade i Catalogue of Life.